# سبارك (توكاماك)
سبارك SPARC هو آلة توكاماك قيد التطوير من قبل كومنولث فيوجن سيستمز (CFS) بالتعاون مع معهد ماساتشوستس للتكنولوجيا (MIT) مركز علوم البلازما والانصهار (PSFC). جاء التمويل من Eni ،  وعدة مستثمرين آخرين.   
تخطط تجربة الاندماج النووي SPARC للتحقق من التكنولوجيا والفيزياء اللازمة لبناء محطة طاقة على أساس مفهوم محطة الانصهار ARC .  تم تصميم SPARC لتحقيق ذلك بهامش يزيد عن نقطة التعادل (أي أن تكون الطاقة الناتجة من الآلة أكبر من الطاقة اللازمة لتشغيلها) وقد تكون قادرة على تحقيق ما يصل إلى 140 ميجاوات من قوة الانصهار (الاندماج النووي) لمدة 10 ثوانٍ على الرغم من حجمها الصغير نسبيًا.  
يهدف هذا المشروع إلى موعد محدد للتشغيل في عام 2025   بعد الانتهاء من اختبار المغناطيس في عام 2021.  

## التاريخ
تم الإعلان عن مشروع سبارك في عام 2018 ومن المقرر الانتهاء منه في عام 2025.  في مارس 2021 أعلنت CFS أنها تخطط لبناء تجربة سبارك في حرمها الجامعي في ديفينز ، ماساتشوستس . 
في سبتمبر 2021 ، اختبر المشروع بنجاح ملفًا جديدا عالي المجال المغناطيسي، محققًا رقمًا قياسيًا للمغناطيسات فائقة التوصيل عالية الحرارة ، مع شدة مجال تبلغ 20 تسلا عند درجة حرارة 20 كلفن . 

## التكنولوجيا
تستخدم سبارك مغنطيسات فائقة التوصيل عالية الحرارة من أكسيد النحاس والباريوم والإتريوم (YBCO) والتي تحتفظ بالموصلية الفائقة عند درجات حرارة تصل إلى 77 كلفن (يعمل على النحو الأمثل عند 10 كلفن).  من المتوقع أن تولّد البلازما الناتجة ضعف الطاقة المطلوبة على الأقل للحفاظ على نفسها في درجات حرارة عالية (200 مليون كلفن) ،  مما يعطي كسب اندماج Q > 2 ، مع توقع زيادة Q إلى نحو 11. 

## اقرأ يضا
- توكاماك فائق التوصيل التجريبي المتقدم

## اقرأ أيضا
- توكاماك

## روابط خارجية
- الموقع الرسمي
- SPARC on CFS site

قالب:Fusion power